# Экпиротическая Вселенная
Экпироти́ческая Вселе́нная, или экпироти́ческий сцена́рий (от др.-греч. ἐκπύρωσις — «воспламенение», «сгорание»), — космологический сценарий зарождения Вселенной, предложенный Джастином Хори и его соавторами, — модель «воспламеняющейся вселенной», схожая с Большим взрывом, но основанная на теории струн. В экпиротическом сценарии рождение Вселенной описывается как результат столкновения двух статических, пустых бран во многомерной Вселенной с последующим выделением энергии на одной из бран и отталкиванием другой «пустой» браны. Выделенная энергия переходит в расширяющуюся материю, при этом остывая. Эту брану мы и воспринимаем как известную нам Вселенную. На обеих бранах от столкновения остаются следы и через некоторое время столкновение происходит вновь, следы сглаживаются, образуются две пустые браны.

## Основы
Сценарий основан на гетеротической М-теории, что означает обязательное включение понятия многомерного пространства. Он призван решить проблемы космологического горизонта, плоскостность Вселенной и монополей, а также объяснить возмущения плотности материи без привлечения сверхсветового расширения.
Таким образом теория не столько отличается от сценария Большого взрыва, сколько от одной из частей современной космологической модели — периода инфляции.
Неизвестно, может ли в случае подтверждения теорий струн, в частности универсальной М-теории, быть подтверждён экпиротический сценарий. Большее значение имеет именно подтверждение или опровержение инфляции. Более того, разнообразие идей о количестве пространственных измерений в таких теориях может требовать разных условий для сценария.
Как и во многих случаях, «альтернативы» наиболее распространённой (но не подтверждённой окончательно) научной концепции, при желании конкурировать должны предоставлять улучшения точности, правильные предсказания или другие подобные достижения. Экпиротический сценарий предполагает синий спектр гравитационных волн и его последствия для микроволнового фона. С развитием гравитационной астрономии экпиротический сценарий может быть легко опровергнут.